# Gruppo Torinese Trasporti
Die Gruppo Torinese Trasporti S.p.A., abgekürzt GTT, ist das Verkehrsunternehmen der Stadt Turin, dessen Aktien im vollständigen Besitz der Finanzabteilung der Stadtverwaltung sind. Mit rund 200 Millionen Fahrgästen pro Jahr gehört es zu den größten Italiens. Das Unternehmen entstand 2003 durch Fusion der Azienda Torinese Mobilità (ATM), die für den innerstädtische Verkehr zuständig war und der Società Torinese Trasporti Intercomunali (SATTI), die für den Regionalverkehr zuständig war.

## Tätigkeiten
GTT bietet sowohl Dienstleistungen im öffentlichen Nahverkehr der Stadt und in der Region an, betreibt aber auch Buslinien in den Provinzen Alessandria, Cuneo und Asti. Das Unternehmen tritt als Betreiber des städtischen Busnetzes, der Straßenbahn Turin und der Eisenbahnlinie nach Ceres auf. Bis Ende 2020 war es auch Betreiber die Bahnstrecke nach Pont-Canavese, die ab 2021 von Trenitalia betrieben wird. Weiter betreibt das Unternehmen die Metropolitana di Torino, die erste fahrerlosen U-Bahn Italiens. GTT verwaltet die gebührenpflichtigen Parkplätze auf den Straßen und in Parkhäusern und betreibt touristische Anlagen wie die Zahnradbahn Sassi–Superga und den Aufzug im Mole Antonelliana.   